# Orquesta Filarmónica de la Ciudad de México

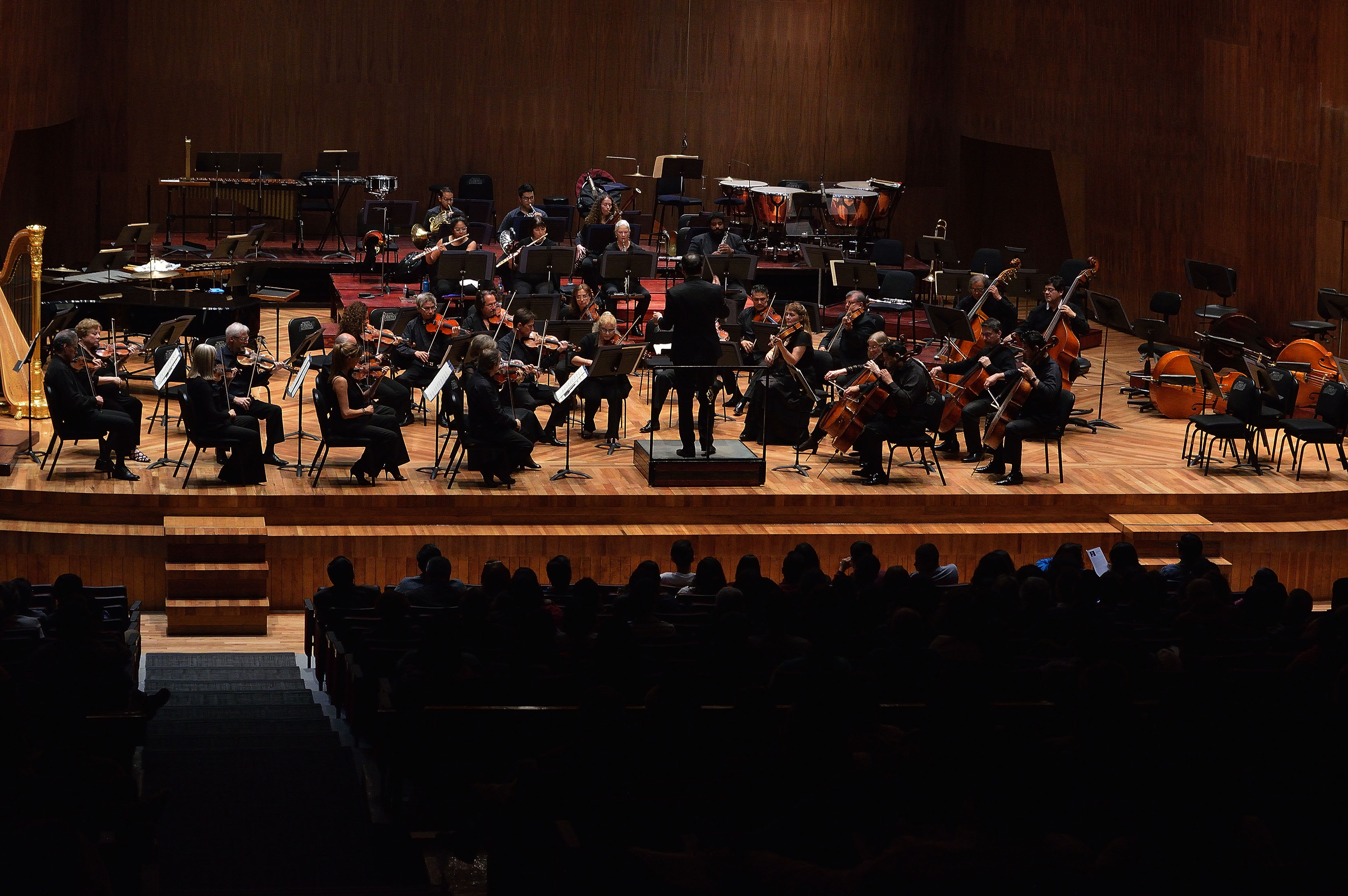
La Orquesta Sinfónica de la Ciudad de México en la Sala Silvestre Revueltas del Centro Cultural Ollin Yoliztli

La Orquesta Filarmónica de la Ciudad de México (OFCM) por sus siglas es una orquesta sinfónica de México, es considerada como una de las agrupaciones más importantes de México y de América Latina.

## Datos históricos
Fue fundada en 1978 bajo el auspicio del entonces Departamento del Distrito Federal, por iniciativa de Carmen Romano quién fuera esposa del presidente de México José López Portillo. La orquesta fue fundada bajo la batuta del maestro Fernando Lozano Rodríguez.
Muchos de los más importantes músicos y directores que se han presentado con la OFCM, entre los que cabe resaltar los nombres de Leonard Bernstein, Eduardo Mata Asiasín, Argerich, Yepes, Zabaleta, Renata Scotto, , entre muchos otros. A través de su historia, sus directores artísticos han sido Fernando Lozano Rodríguez (fundador), Enrique Bátiz, Herrera de la Fuente, Jorge Mester, Enrique Barrios y José Areán. Asimismo, han participado con la OFCM solistas de la talla de Birgit Nilsson, Claudio Arrau, Janos Starker, Isaac Stern, Plácido Domingo entre otros.